# Бугелен токоприемник
Бугелен токоприемник (от немското Bügel, „дъга“) е тип токоприемник в релсовия транспорт, най-често използван в трамваите. Изобретен е от Вернер фон Сименс през 1880-те години. Представлява полудъга, плъзгаща се по повърхността на контактния проводник. Цялата повърхност на дъгата е на практика контактна пластина. Стойките, носещи бугела са съединени с вагона с шарнир.
Сименс е принуден да създаде бугела за да избегне патентни спорове с Франк Спраг – автора на щанговия токоснимач. В началото на XX век системата на Сименс става доминираща в Европа, а в САЩ продължават да използват щанги.